# Patia (geslacht)
Patia is een geslacht in de orde van de Lepidoptera (vlinders) familie van de Pieridae (Witjes).
Patia werd in 1933 beschreven door Klots.

## Soorten
Patia omvat de volgende soorten:
- Patia cordillera - (Felder, C & R Felder, 1862)
- Patia orise - (Boisduval, 1836)
- Patia rhetes - (Hewitson, 1857)